# Aeródromo Llanada Grande
El Aeródromo Llanada Grande (OACI: SCLD) es un terminal aéreo ubicado junto al caserío de Llanada Grande, Provincia de Llanquihue, Región de Los Lagos, Chile. Este aeródromo es de carácter público.